# Aşk Ölmez
Aşk Ölmez is het zevende album van de Turkse singer-songwriter Sertab Erener.

## Nummers
1. Aşk Ölmez
2. Yavaş Yavaş
3. Kim Haklrysa
4. Satılık Kalpler Şehri
5. Nerdesin
6. Buda
7. Kolay Değil
8. Acıt Canımı
9. Sessiz Gerni
10. Beni Bağısla
11. Zaferlerim
12. Beni Bağısla (Remix)